# Independent's Day (film)
Independent's Day este un film SF de acțiune din 2016 cu Fay Gauthier, Sal Landiand Johnny Rey Diaz. Este produs de The Asylum. În tradiția filmelor acestui studio, Independent's Day este un mockbuster al  filmelor Independence Day  și Independence Day: Resurgence.

## Prezentare
Extratereștrii invadează Pământul, de data aceasta oferind pământenilor un ultimatum clar: să se îmbarce cât mai repede la bordul navelor extraterestre pentru a fi evacuați într-un alt sistem înainte de modificarea planetei. Soarta omenirii stă în mâinile președintelui S.U.A. Raney (Fay Gauthier) iar cetățenii de rând trebuie să decidă dacă acești extratereștri sunt de încredere ... sau ascund un secret foarte sângeros.

## Distribuție
- Fay Gauthier - President Raney
- Sal Landi - General Roundtree (ca Salvatore Garriola)
- Johnny Rey Diaz - Captain Goddard (ca Jonathan Ortiz)
- Matthew Riley - Bobby (ca Matthew Poalillo)
- Jon Edwin Wright - Senator Randall Raney (ca Jon Wright)
- Jude Lanston -  Agent Taylor
- Jacquelin Arroyo - Red / Fighter Pilot
- William Castrogiovanni - Major Fry / Fighter Pilot
- Vishesh Chachra - Sergeante Cates
- Brian Tyler Cohen - Ari / Fighter Pilot
- Christos Kalabogias - Norman Reed
- Jes Selane - Kelly Reed
- Kurt Sinclair - President Oliver
- Jonathan Thomson - General Henderson
- Holger Moncada Jr. - Moncada

## Legături externe
- Independent's Day la Internet Movie Database
- Independent's Day (film) la CineMagia

## Vezi și
- Invazie extraterestră
- Listă de filme SF de acțiune